# Kaj E. Jensen
Kaj E. Jensen (* 19. Februar 1942 in Odense; † 29. November 2016) war ein dänischer Radrennfahrer und Weltmeister im Radsport.
1959 wurde Kaj (Erik) Jensen dänischer Junioren-Meister im Einzelzeitfahren. 1962 wurde er in Mailand Amateur-Weltmeister in der Einerverfolgung auf der Bahn; in der Mannschaftsverfolgung wurde er Vize-Weltmeister gemeinsam mit Kurt vid Stein, Preben Isaksson und Bent Hansen. 1963 wurde er Dänischer Meister in der Einerverfolgung vor Mogens Frey und 1965 in der Mannschaftsverfolgung.
Vor seinen Erfolgen als Radrennfahrer arbeitete Jensen in seiner Heimatstadt Odense als Lebensmittelverkäufer. Er wurde entlassen, als er Urlaub haben wollte, um bei einem Rennen zu starten. Als er 1962 an den Weltmeisterschaften in Mailand teilnehmen wollte, verkaufte er seinen Fernsehapparat, um sich einen Flug dorthin leisten zu können.